# Жанти, Флоранс
Флоранс Жанти (фр. Florence Geanty, полное имя Флоранс Изабель Фабьен Жанти (Florence Isabelle Fabienne Geanty; р. 25 января 1966, Париж) — французская актриса.

## Биография
Начинала с занятий классическим танцем, затем обучалась на актёрских курсах Вирио. С 1986 снималась в телесериалах. Стала известной благодаря ролям секретарши в популярном ситкоме «Марк и Софи», и няни Карин Рей в сериале «Карин и её собака». Играла эпизодические роли в фильмах Себастьена Жапризо, Жоржа Лотнера, Патриса Леконта и Жан-Пьера Моки, а также выступала в различных театральных постановках.
Замужем за театральным продюсером Филиппом Эрсаном.

## Фильмография
- 1986 — Кулисы / Coulisses (телесериал) — Бландин Версель
- 1987—1990 — Марк и Софи / Marc et Sophie (телесериал) — Стефани
- 1988 — Жюийе в сентябре / Juillet en septembre — Марта
- 1988 — Клан / Le clan (мини-сериал)
- 1989 — Нежданный гость / L’Invité surprise — Доменика
- 1993 — Нестор Бурма / Nestor Burma (телесериал; эпизод 10 «Километры саванов») — Марилен Морено
- 1996 — Большое турне / Les Grands Ducs — секретарша
- 1996 — Карин и Ари / Karine et Ari (телесериал) — Карин Рей
- 1996—1998 — Сен-Тропе / Sous le soleil (телесериал; 17 эпизодов) — Мари Дюно
- 1997 — Генеральная инспекция / Les Bœuf-carottes (телесериал; эпизод 3 «Сильные волнения») — Сильви Каан
- 1997 — Союз ищет палец / Alliance cherche doigt — Лоранс
- 2000 — Леопольд / Léopold (телесериал) — Софи
- 2002 — Улица наслаждений / Rue des plaisirs — Флоранс
- 2002 — 72 часа / 72 heures (телесериал) — Карин
- 2007 — Госпиталь / L’Hôpital (телесериал) — Шарлотта
- 2008 — Комиссар Валанс / Commissaire Valence (телесериал; эпизод 12 «Роковое соблазнение») — Коринн Карсенти

## Театр
- 2003 — Ванная комната / La salle de bain (Парижский театр комедии[фр.])
- 2008 — Оскар / Oscar (спектакль и телетрансляция) — Клара (театр Бособр[фр.])[1]